# Brandon Miller (Basketballspieler)
Brandon Jordan Miller (* 22. November 2002) ist ein US-amerikanischer Basketballspieler.

## Werdegang
Miller, seinerzeit Schüler an der Cane Ridge High School, wurde im US-Bundesstaat Tennessee in den Jahren 2021 und 2022 als Spieler des Jahres im Schulbasketball ausgezeichnet. Er erhielt Angebote aus dem Profibereich, entschloss sich aber, zunächst an die University of Alabama zu wechseln, an der sein Vater Darrell in den frühen 1990er Jahren American Football gespielt hatte.
Brandon Miller war in seiner einzigen Saison in der NCAA der beste Spieler seiner Mannschaft, erzielte mit 18,8 Punkten und 8,2 Rebounds je Begegnung Höchstwerte. Seine Leistungen brachten ihm mehrere Auszeichnungen ein, darunter jene als Spieler des Jahres der Southeastern Conference. Ende März 2023 gab Miller seinen Entschluss bekannt, die Hochschule zu verlassen und künftig als Berufsbasketballspieler tätig zu sein. In mehreren Vorschauranglisten für das Draftverfahren der National Basketball Association (NBA) im Juni 2023 wurde er unter den drei höchstplatzierten Spielern geführt und letztlich von den Charlotte Hornets an zweiter Stelle ausgewählt.

### Sonstiges
Als am 15. Januar 2023 nahe des Hochschulgeländes der University of Alabama eine 23-jährige Frau erschossen wurde, befand sich Miller laut Polizei am Ort des Geschehens. Millers Mannschaftskollege Darius Miles und ein weiterer Mann wurden als Tatverdächtige festgenommen. Die Ermittler gehen davon aus, dass die eingesetzte Waffe vor der Tat in Millers Wagen lag. Millers Anwalt gab an, sein Mandant habe die Waffe nicht berührt, sei nicht an der Tat beteiligt gewesen und habe keine Kenntnis darüber gehabt, dass es zu unrechtmäßigen Handlungen unter Zuhilfenahme der Waffe kommen würde. Miller wurde als Zeuge vernommen.

## Karriere-Statistiken
| Legende | Legende                                        | Legende | Legende                                                     | Legende | Legende                                          |
| ------- | ---------------------------------------------- | ------- | ----------------------------------------------------------- | ------- | ------------------------------------------------ |
| GP      | Absolvierte Spiele (Games played)              | GS      | Spiele von Beginn an (Games started)                        | MPG     | Absolvierte Minuten pro Spiel (Minutes per game) |
| FG %    | Wurfquote aus dem Feld (Field-goal percentage) | 3P %    | Wurfquote Drei-Punkte-Würfe (3-point field-goal percentage) | FT %    | Freiwurfquote (Free-throw percentage)            |
| RPG     | Rebounds pro Spiel (Rebounds per game)         | APG     | Assists pro Spiel (Assists per game)                        | SPG     | Steals pro Spiel (Steals per game)               |
| BPG     | Blocks pro Spiel (Blocks per game)             | PPG     | Punkte pro Spiel (Points per game)                          | FETT    | Karriere-Bestmarke                               |

### NBA

#### Hauptrunde
| Saison  | Team      | GP | GS | MPG  | FG % | 3P % | FT % | RPG | APG | SPG | BPG | PPG  |
| ------- | --------- | -- | -- | ---- | ---- | ---- | ---- | --- | --- | --- | --- | ---- |
| 2023–24 | Charlotte | 74 | 68 | 32.2 | .440 | .373 | .827 | 4.3 | 2.4 | 0.9 | 0.6 | 17.3 |
| Gesamt  | Gesamt    | 74 | 68 | 32.2 | .440 | .373 | .827 | 4.3 | 2.4 | 0.9 | 0.6 | 17.3 |